# 酪氨酸
酪氨酸（Tyrosine, 縮寫為 Tyr or Y）或 4-羥基苯丙氨酸 或 2-胺基-4-羥基苯丙酸, 是細胞用來合成蛋白質的22種胺基酸之一，在細胞中可用於合成蛋白質，其密碼子為UAC和UAU，屬於含有極性側基，人體可自行合成的非必需胺基酸。單詞“酪氨酸”是來自希臘語 tyros，意思奶酪。19世紀初被德國的化學家尤斯图斯·冯·李比希首先在起司的酪蛋白中發現，當用作於官能基或側基時則稱做酪氨酰。

## 功能
除了是一個蛋白質氨基酸，在蛋白質中的訊號傳導過程中，酪氨酸憑藉著酚官能基具有特殊作用，其功能為被蛋白激酶（所謂的酪氨酸激酶受體）信號轉移的磷酸基的受器，而羥基的磷酸化改變的目標蛋白質的活性。  
酪氨酸在光合作用中也扮演重要角色，在葉綠體（光系統II）中，在氧化葉綠素的還原反應中被當作電子提供者，使其進行酚醛OH-基團的去質子化，最後在光系統II中被四個核心錳簇還原。

## 飲食來源
酪氨酸可在體內由苯丙氨酸合成，可在許多高蛋白質食品如如雞，火雞，魚，牛奶，酸奶，奶酪，乾酪，花生，杏仁，南瓜籽，芝麻，大豆，利馬豆，鱷梨和香蕉中被發現。

## 生物合成

植物從莽草酸生物合成酪氨酸。

在微生物或植物中，酪氨酸透過預苯酸（一種莽草酸反應途徑產生的中間產物）產生，預苯酸被保留的羥基氧化脫羧得到對-羥基苯基丙酮酸，酪氨酸和α-酮戊二酸利用谷氨酸作為氮源進行氨基轉移反應產生對-羥基苯基丙酮酸。
哺乳動物利用來自食物的必需氨基酸苯丙氨酸（PHE）來合成酪氨酸，苯丙胺酸轉換成酪氨酸的反應由丙氨酸羥化酶（一種單氧化酶）催化而成，這種酶催化反應造成羥基和苯丙氨酸的6-碳環的芳香環端部的加成反應，使之變成酪氨酸。

## 代謝反應

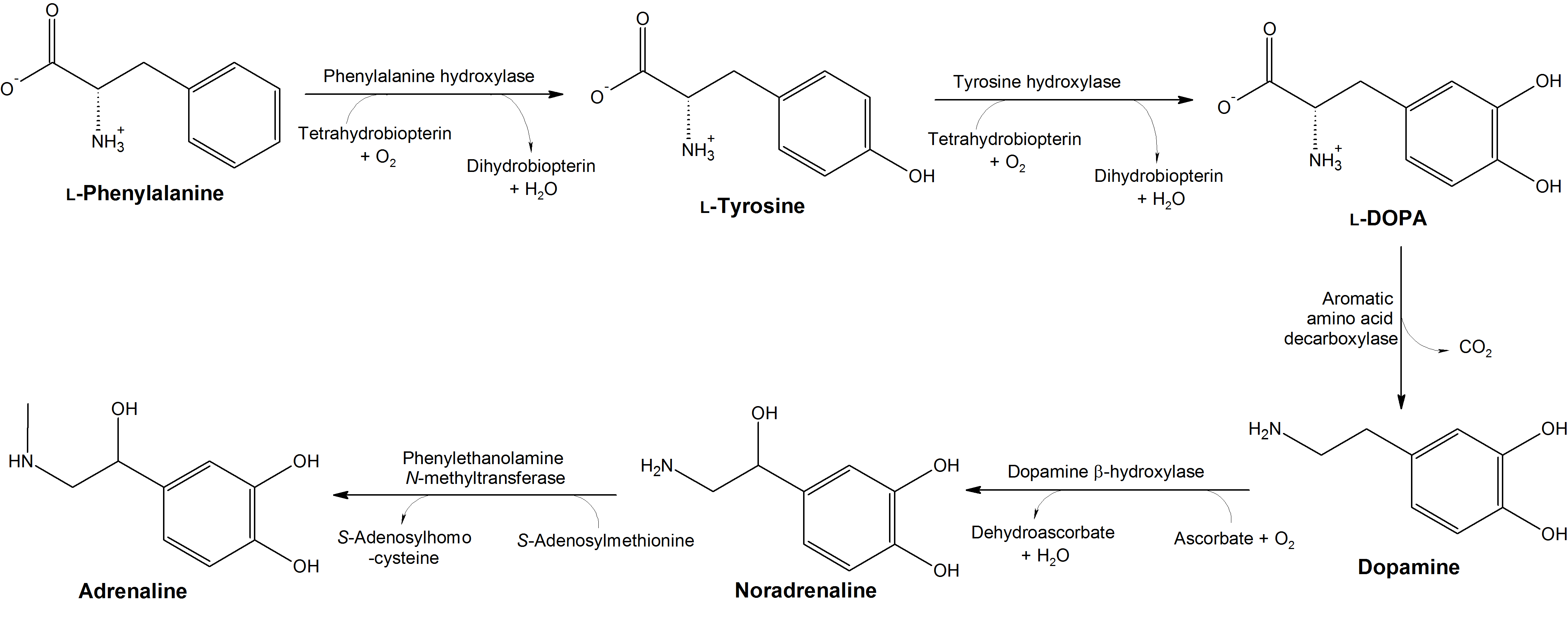
苯丙氨酸和酪氨酸轉化成它的生物學上重要的衍生物(最終代謝成兒茶酚胺和胺化合物)。

### 磷酸化和硫酸鹽化
某些酪氨酸可以用蛋白激酶的磷酸基標註，酪氨酸在磷酸化形式時被稱作磷酸酪氨酸，酪氨酸磷酸化被認為是信號轉導和酶活性調控中的關鍵步驟之一，磷酸酪氨酸可以被特定抗體所偵測，酪氨酸也可以被添加的硫酸基修飾，這個反應過程稱為酪氨酸硫酸鹽化。酪氨酸硫酸鹽化是由酪氨酰蛋白質中的磺基轉移酶（TPST）所催化而成，如同上面所提到的磷酸酪氨酸抗體，此抗體具有特異性可偵測到磺基酪氨酸。

### 神經傳遞物質和激素的前驅物
在大腦中的多巴胺細胞中，酪氨酸首先被限速酶酪氨酸羥化酶（TH）轉化成左旋多巴 (L-DOPA)，再被转化为神經傳遞物質多巴胺。多巴胺可以被进一步轉化成兒茶酚胺类物质去甲腎上腺素（NA）和腎上腺素。
甲狀腺激素三碘甲狀腺氨酸 (T3)和在甲狀腺膠體中的甲狀腺素 (T4)也來自於酪氨酸。

### 生物鹼的前驅物
罌粟科催眠物質中的膠乳又稱為罌粟，已被證實能將酪氨酸轉換成生物鹼嗎啡，在其生物合成反應途徑中，酪氨酸利用碳-14放射性標記的酪氨酸追蹤體內合成路徑。
三甲氧苯乙胺生產仙人掌生物合成酪氨酸。

### 天然酚類的前驅物
酪氨酸解氨酶（TAL）是一種在天然酚生物合成反應途徑中的酶，此酶將左旋酪氨酸轉換成對香豆酸。

### 色素的前驅物
酪氨酸也是色素中的黑色素的前驅物。

### 降解作用

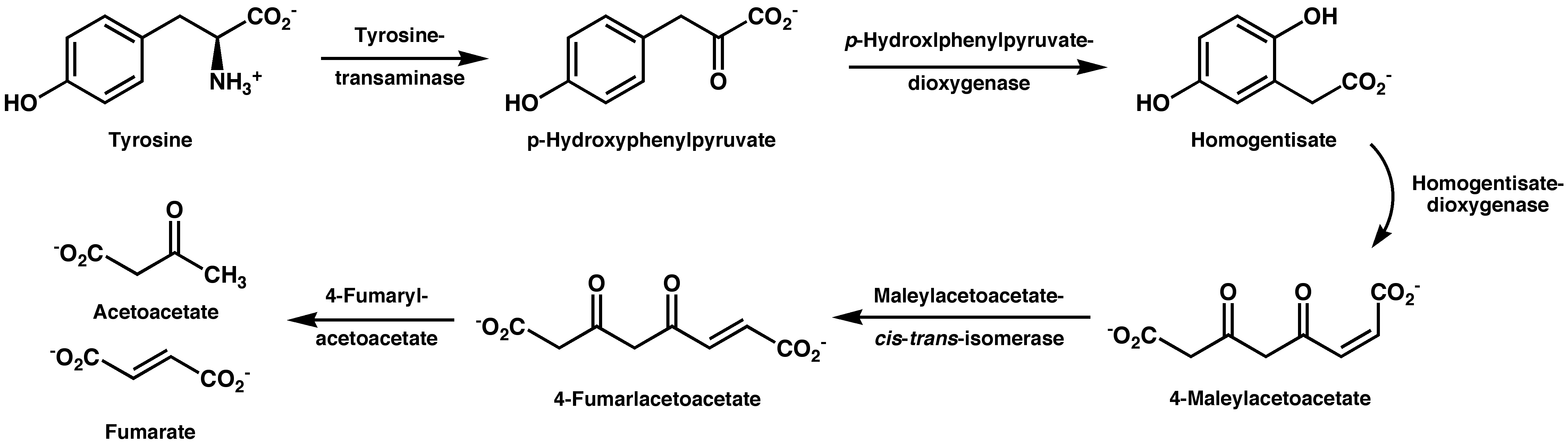
酪氨酸分解成乙酰乙酸和延胡索酸。在分解過程中兩個雙加氧酶是必要物質，最終產物都會進入檸檬酸循環。

左旋酪氨酸（對-羥基苯丙氨酸）的分解作用，為酪氨酸轉氨酶變成對-羥基苯基丙酮酸的α-酮戊二酸的依賴性轉移反應而成，其結合位置為對位，縮寫為p，表示苯環上的羥基和側鏈是對面方位（見下圖）。
下一步的氧化步驟中，由對-羥基苯基丙酮酸-雙加氧酶和二氧化碳尿黑酸（2,5-二羥基苯基-1-乙酸乙酯）裂斷催化而成，為了拆開尿黑酸的芳香環，通過氧分子進一步的結合以得到尿黑酸加氧酶是必須。
富馬酰乙酸經由氧化的羥基所造成的羧基旋轉，而產生maleylacetoacetate -順式-反式異構酶。含有穀胱甘肽的順-反異構酶作為輔酶，經由添加水分子，延胡索酰乙酰乙酸最終被延胡索酰乙酰乙酸水解酶給裂斷。
富馬酸鹽（也是檸檬酸循環的代謝產物）和乙酰乙酸酯（3-丁酮酸）為游離狀態，乙酰乙酸酯是一種酮，其被琥珀酰-CoA活化後可以被轉化成乙酰-CoA，反過來又可被檸檬酸循環氧化或用於脂肪酸合成。
Phloretic酸也是大鼠中泌尿代謝物的酪氨酸。

## 甜菜鹼

(S)-酪氨酸（左）和(R)-酪氨酸（右），在pH中性時兩性離子形式

## 鄰位和間位酪氨酸
已知左旋酪氨酸的三種結構異構物，除了常見的對位異構物左旋酪氨酸（對-酪氨酸或4-羥基苯丙氨酸）之外，另有兩個區域異構物稱為間位酪氨酸（間-酪氨酸，3-羥基苯丙氨酸或LM-酪氨酸）和鄰位酪氨酸（鄰-酪氨酸或2-羥基苯丙氨酸），兩者皆自然存在，間-酪氨酸和鄰-酪氨酸皆為罕見的，須經由苯丙氨酸的氧化壓力條件下進行的非酶自由基羥化增加數量。
間-酪氨酸及其類似物（在自然中罕見但可以人工合成）在帕金森氏症，阿茲海默症和關節炎皆有所應用。

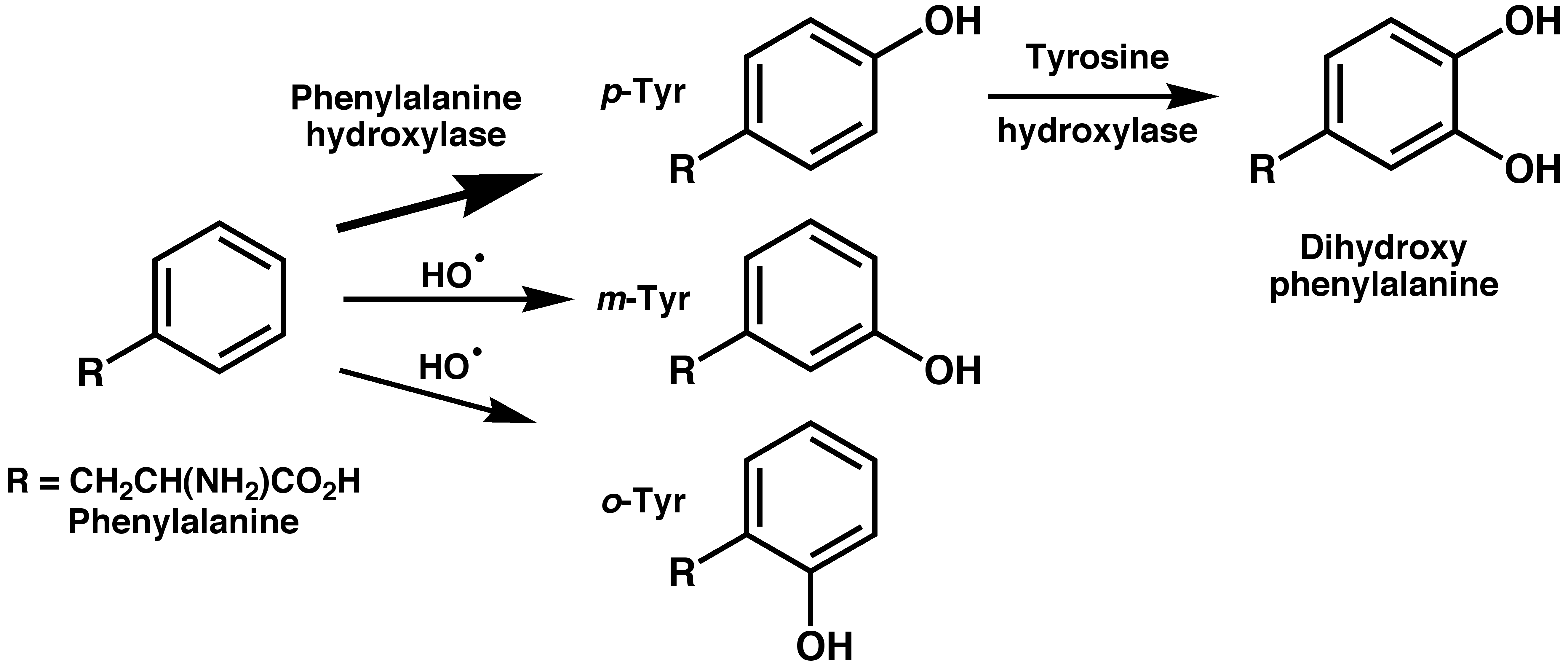
酪氨酸由苯丙氨酸羥化酶酶氧化（頂部）和通過羥基自由基非酶氧化（中間和底部）。

## 藥物用途
酪氨酸為神經傳遞物質和增加血漿神經傳遞物質程度（尤其是多巴胺和去甲腎上腺素）的前驅物，副作用為易對情緒造成影響，使在壓力狀況下對情緒的影響更為明顯。
許多研究發現在壓力，寒冷，疲勞，失去至親如死亡或離婚，長時間工作和睡眠剝奪的狀況下酪氨酸可以發揮作用，可以減少壓力激素的程度，在動物試驗中可以看出經由壓力誘導的體重下降反應來減少這些情況，改善認知與物理性功能，在人類試驗中，因為酪氨酸水解酶為速度限制酶，影響較左旋多巴胺不明顯。 
酪氨酸在正常情況下對情緒，認知或物理性功能並無明顯影響，在臨床試驗中每日成人劑量大約是100毫克/公斤，相當於約6.8克，通常劑量約為每天500-1500毫克（大多數製造商建議劑量通常是相當於1-3粒純酪氨酸），不建議超過每天12000毫克（12克）。

## 参阅
- 白化症
- 黑尿症
- Betalain
- 碘化酪氨酸衍生物
- 酪胺
- 酪氨酸硫酸化（英语：Tyrosine sulfation）
- Tyrosinemia
- Pauly reaction